# Ludwig Forrer
Ludwig Forrer (Gachnang, 9 febbraio 1845 – Berna, 28 settembre 1921) è stato un politico svizzero.
Nel dicembre 1902 è stato eletto nel Consiglio federale svizzero, rimanendovi fino a dicembre 1917.
Nel corso del suo mandato ha diretto il Dipartimento del commercio, dell'industria e dell'agricoltura (1903), il Dipartimento federale dell'interno (1904-1905), il Dipartimento federale degli affari esteri (1906 e 1912), il Dipartimento federale della difesa, della protezione della popolazione e dello sport (1907), il Dipartimento federale di giustizia e polizia (1908) e il Dipartimento federale dell'ambiente, dei trasporti, dell'energia e delle comunicazioni (1908-1911 e 1913-1917).
Era rappresentante del Partito Liberale Radicale.
Ricoprì la carica di Presidente della Confederazione svizzera due volte, nel 1906 e nel 1912.